# Gelanggang (Sungai Manau)
Gelanggang is een bestuurslaag in het regentschap Merangin van de provincie Jambi, Indonesië. Gelanggang telt 466 inwoners (volkstelling 2010).